# (8315) Bajin
(8315) Bajin (1997 WA22) – planetoida z grupy pasa głównego asteroid okrążająca Słońce w ciągu 3,3 lat w średniej odległości 2,21 au. Odkryta 25 listopada 1997 roku.